# Ремечоара (Марамуреш)
Ремечоара (рум. Remecioara) насеље је у Румунији у округу Марамуреш у општини Реметеа Киоарулуј. Oпштина се налази на надморској висини од 233 m.

## Становништво
Према подацима из 2002. године у насељу је живело 260 становника, од којих су сви румунске националности.